# The Unforgiven III
«The Unforgiven III» (укр. «Непрощений III») — сьома пісня американського хеві-метал гурту Metallica з їх дев'ятого студійного альбому Death Magnetic.

## Музика
Тональність пісні, на відміну від попередніх двох пісень «The Unforgiven» та «The Unforgiven II» — e-moll (мі-мінор). У вступній частині пісні звучить фортепіано та деякі інші інструменти симфонічного оркестру: струнні та валторна. Аранжування симфонічних інструментів використано протягом усієї пісні. Завдяки цьому пісня звучить більш проникливо, струнні пом'якшують жорсткі трешеві рифи ритм-гітари Джеймса Гетфілда.

## Зміст пісні
В цій пісні йдеться про людину, яка мріяла зробити щось хороше і важливе, що принесло б щастя їй і можливо іншим, але вона піддалася правилам, які диктувало їй суспільство і її головними цінностями стали гроші та багатство: «Set sail to sea but pulled off course by the light of golden treasure»(«Горів бажанням плисти по морю, але змінив курс, зваблений блиском золотих скарбів»). У приспіві від імені головного героя Джеймс співає, що те, на що він проміняв свою мрію, не принесло йому щастя: «Searched of seas of gold. How come it’s got so cold?» («Шукав море золота. Як воно стало таким холодним?»). У другому куплеті співається, що це призвело до того, що він «потерпів корабельну аварію» і «пішов», тобто, цим він зламав собі життя. В середині пісні повторюються слова «Forgive me, forgive me not» («Пробачити себе, чи не пробачити?»). Герой не може пробачити собі те, що піддався всім і через це постраждав, і тому він «Непрощений», хоча в тексті він себе так не називає.

## Позиції в чартах
| Чарт (2008 рік)          | Найвища позиція |
| ------------------------ | --------------- |
| Norway Singles Top 20    | 8               |
| Swiss Singles Top 75     | 12              |
| Finland Singles Top 20   | 16              |
| Portugal Singles Top 50  | 20              |
| Denmark Singles Top 40   | 24              |
| Sweden Singles Top 60    | 34              |
| Australia Singles Top 50 | 41              |
| Belgium Singles Top 50   | 50              |
| Canada Singles Top 100   | 89              |

## Учасники запису
- Джеймс Гетфілд — ритм-гітара, вокал
- Кірк Хаммет — соло-гітара
- Ларс Ульріх — ударні
- Роберт Трухільйо — бас-гітара